# 荷台達國際機場
荷台達國際機場（阿拉伯语：‎）是位於也門荷台達的一座机场。

## 航點及航空公司
- 費利克斯航空（亞丁、薩那）
- 也門航空（開羅、薩那）